# 西村ヒロチョ
西村 ヒロチョ（にしむら ヒロチョ、1987年〈昭和62年〉2月9日 - ）は、吉本興業東京本社（東京吉本）所属のお笑いタレント。東京NSC15期生。

## 略歴・人物
- 中学時代、ショーケースに飾られていたサクソフォーンを購入。音楽に目覚める。高校時代はブラスバンド部に所属[1]。
- 日本大学芸術学部音楽学科卒。サクソフォーンを専攻していた。ネタで使われている曲は自ら制作している。なお、ダンスは独学。
- 過去に黒服として働いていたことがある。
- 好物はラーメン、甘い物。「米、パン、麺の中でこの先1つしか食べられなくなるとすればどれがいいか」という問いに対し、麺と答えている。食に関しては頑固な一面がある。
- 人見知りである。
- 脚が短いことがコンプレックスで、毎年七夕に「脚が長くなりますように」と健気に願い事をしている。
- 酒にとても弱い。合コンでロイヤルミルクティーを注文し、女性にドン引きされたことがある。
- 母子家庭で、姉がいる。
- 好きな動物は猫。実家で猫を飼っている。
- 2012年「∞総選挙」49位[2]。
- よしもとオシャレ芸人ランキング2013では、ダサイ芸人ランキング第5位にランクイン。お気に入りのブランドはキャサリン・ハムネット[3]。
- 初出演のテレビ番組はロケットライブ 。過去にテレビ出演経験はあるが、ネタではなく特技、また芸名ではなく本名での出演だったため、本人曰く「テレビデビューとは言えない」[4]。
- 特に仲の良い同期はニューヨーク、横澤夏子。ニューヨークの嶋佐とは下の名前で呼び合う仲である。ニューヨーク曰く、「天然というかかなりおかしい人間」[5]。
- トレンディエンジェルの斎藤司を師匠として尊敬している。
- マイケル・ジャクソンに憧れている。
- 岡村靖幸のファンである。
- 2023年 「西村ヒロチョ」から「西むらヒロチョ」へ改名[要出典]。

## 出演

### テレビ番組
- ロケットライブ（フジテレビ、2012年11月14日・2013年2月6日）
- ロケットライブ2013～ブレイク直前芸人の初モノ発射SP～（フジテレビ、2012年12月31日）
- マバタキー（フジテレビ、2012年12月31日）
- 新春レッドカーペット（フジテレビ、2013年1月1日）　キャッチコピーは「ロマンティックあげるよ♥」
- 大人のバナナ（テレビ朝日、2013年1月10日・17日）
- 笑っていいとも!（フジテレビ、2013年1月18日）
- 日10☆演芸パレード（毎日放送、2013年1月20日 - ）
- バカソウル（テレビ東京、2013年2月9日）
- オンバト+（NHK総合） 戦績1勝1敗 最高417KB
- ZIP!　（日本テレビ、2013年7月30日 - ）「笑いの単語チョウ」コーナーに不定期出演。キャッチコピーは「踊るロマンティスト」。
- ミュージックドラゴン（日本テレビ、2013年9月28日）
- ピラメキーノ640（テレビ東京、2013年10月17日・22日）
- センニュウ★感（テレビ東京、2015年9月14日）
- おはスタ（テレビ東京、2016年5月18日）「おはネタ★選手権」コーナーに出演
- ほぼほぼ（テレビ東京、2016年9月10日）

### テレビドラマ
- 植木等とのぼせもん（2017年9月2日 - 10月21日） - 安田伸 役
- ゼロ 一獲千金ゲーム　(Hulu　エピソードZERO~城山小太郎編~、2018年8月12日)
- 恋の病と野郎組　(2019年8月17日)
- デブとラブと過ちと　(2022年11月7日-12月26日)　‐　茂森豊　役

### ラジオ番組
- RADIPEDIA （J-WAVE、2013年1月31日）
- よしもと下克上 （TBSラジオ、2013年3月2日 - 4月27日）
- 高柳明音の生まれてこの方(ラジオ日本、2017年7月23日)

### ウェブ番組
- 華原朋美のトモちゃんといっしょ（2016年5月 - 12月、AbemaTV）準レギュラー[6]
- サイダーガールのあなたの炭酸、抜けかかってますよ（LINE LIVE、2019年1月29日 - 2020年4月5日）
- サイダーガールの炭酸、抜けかかってますよ（サイダーガール モバイルFC会員限定MOVIE、2020年4月1日 - ）

### 単独ライブ
- 2013年03月22日　『恋～ときめき～』
- 2013年05月21日　『星～ささやき～』
- 2014年08月18日　『虹～たそがれ～』
- 2015年08月16日　『道～ぼうけん～』
- 2017年05月14日　『花～ほほえみ～』
- 2018年04月30日　『音〜きらめき〜』
- 2023年02月28日　『雲〜たゆたい〜』

### プロデュースライブ
- 2013年08月29日　『Concerto～ヒロチョと後輩芸人のための協奏曲～』
- 2014年01月31日　『Concerto～ヒロチョと後輩芸人のための協奏曲第2楽章～』

### 芝居
神保町花月
- 2013年01月23日、25日、27日 - 29日 『目を閉じて、、、よ』 - チンピラ役
- 2013年05月09日 - 13日 『恋する五感』 - 修二郎 / シュシュ（生まれ変わった猫） 役
- 2013年12月24日 - 25日（※トークライブ枠） 『X'mas SPライブinバルボラーチョ！！』 - 楽器隊
- 2014年07月23日 - 24日、26日 - 29日 『太陽なんか、大好きだ！』 - ブラッド 役（吸血鬼）
- 2015年07月07日 - 12日　8周年記念公演『愛運ぶ愛彩る愛映す』 - ピーさん 役（セキセイインコ）
- 2015年12月01日 - 05日 『ファンシートレジャーブラザーズ』 - スカイ 役（アンドロイド）
- 2016年03月15日 - 17日、19日 『ヤバイよ×２』 - 馬場 役
- 2016年05月17日 - 21日 『太陽とあの日のLetter』 - 源涼平 役
- 2016年07月05日 - 09日　9周年記念公演『エンドラインは裏切らない』 - 氷室龍 役
- 2016年09月21日 - 24日 『幽体離脱社へようこそ』 - 篤史 役
- 2016年10月26日 - 29日　神保町ブックフェスティバル公演『君のかわりはいないっぽい』 - 五十嵐店長 役
- 2016年12月14日 - 18日 『Fakers Room』 - 役名無し（No.1）
- 2017年01月05日 - 09日　年始特別公演『祭～超開運男と奇跡の新春カーニバル～』 - 隼進之助 役
- 2017年02月22日 - 26日 『屈託ない同居人』 - エンジェル・カルパッチョ（天野剛使） 役
- 2017年10月12日 - 15日　500回記念公演『ひとしずく』 - 二階堂穣治 役
- 2018年12月22日 - 24日 『2.74のプリエール ‐ラブ・オール！新章 聖夜の奇跡編‐』 - 羽鳥リュウイチ 役
- 2019年01月26日（※17時の回、回替わりゲスト）　アクティブリーディング『それから』八重椿班
- 2019年02月08日 - 11日 『＃モテたい』 - 塩チョ 役（SALTY'sとしての出演）
- 2019年08月22日 - 8月25日、8月27日 - 9月1日 『No.2』 - ショウヘイ 役
- 2019年12月22日 - 24日　クリスマス公演『俺たちはここにいる～聖夜探偵物語～』 - マスター役

その他
- 『劇団ムゲンダイ』レギュラーメンバー（ヨシモト∞ホールにて隔月開催）
- 2025年04月 - 05月、『ウェイトレス』 - オギー 役[7]